# Mummucina chaskae
Espèce
Mummucina chaskae est une espèce de solifuges de la famille des Mummuciidae.

## Distribution
Cette espèce est endémique de la région de Huánuco au Pérou. Elle se rencontre vers Kotosh.

## Description
Le mâle holotype mesure 8,65 mm et la femelle paratype 10,15 mm, les mâles mesurent de 6,36 à 8,65 mm.

## Étymologie
Cette espèce est nommée en l'honneur de Chaska Cossios Veillon.

## Publication originale
- Cossios, 2020 : « Descripción de una nueva especie peruana del género Mummucina (Solifugae: Mummuciidae). » Revista peruana de biología, vol. 27, no 3, p. 283-288.